# Лор-Минервуа
Лор-Минервуа́ (фр. Laure-Minervois) — коммуна во Франции, находится в регионе Лангедок — Руссильон. Департамент коммуны — Од. Входит в состав кантона Пейрьяк-Минервуа. Округ коммуны — Каркасон.
Код INSEE коммуны — 11198.

## Население
Население коммуны на 2008 год составляло 1048 человек.
| 1962 | 1968 | 1975 | 1982 | 1990 | 1999 | 2008 |
| ---- | ---- | ---- | ---- | ---- | ---- | ---- |
| 1136 | 1156 | 1062 | 1126 | 1159 | 1096 | 1048 |

## Экономика
В 2007 году среди 646 человек в трудоспособном возрасте (15—64 лет) 458 были экономически активными, 188 — неактивными (показатель активности — 70,9 %, в 1999 году было 67,3 %). Из 458 активных работали 395 человек (217 мужчин и 178 женщин), безработных было 63 (30 мужчин и 33 женщины). Среди 188 неактивных 48 человек были учениками или студентами, 74 — пенсионерами, 66 были неактивными по другим причинам.

## Фотогалерея

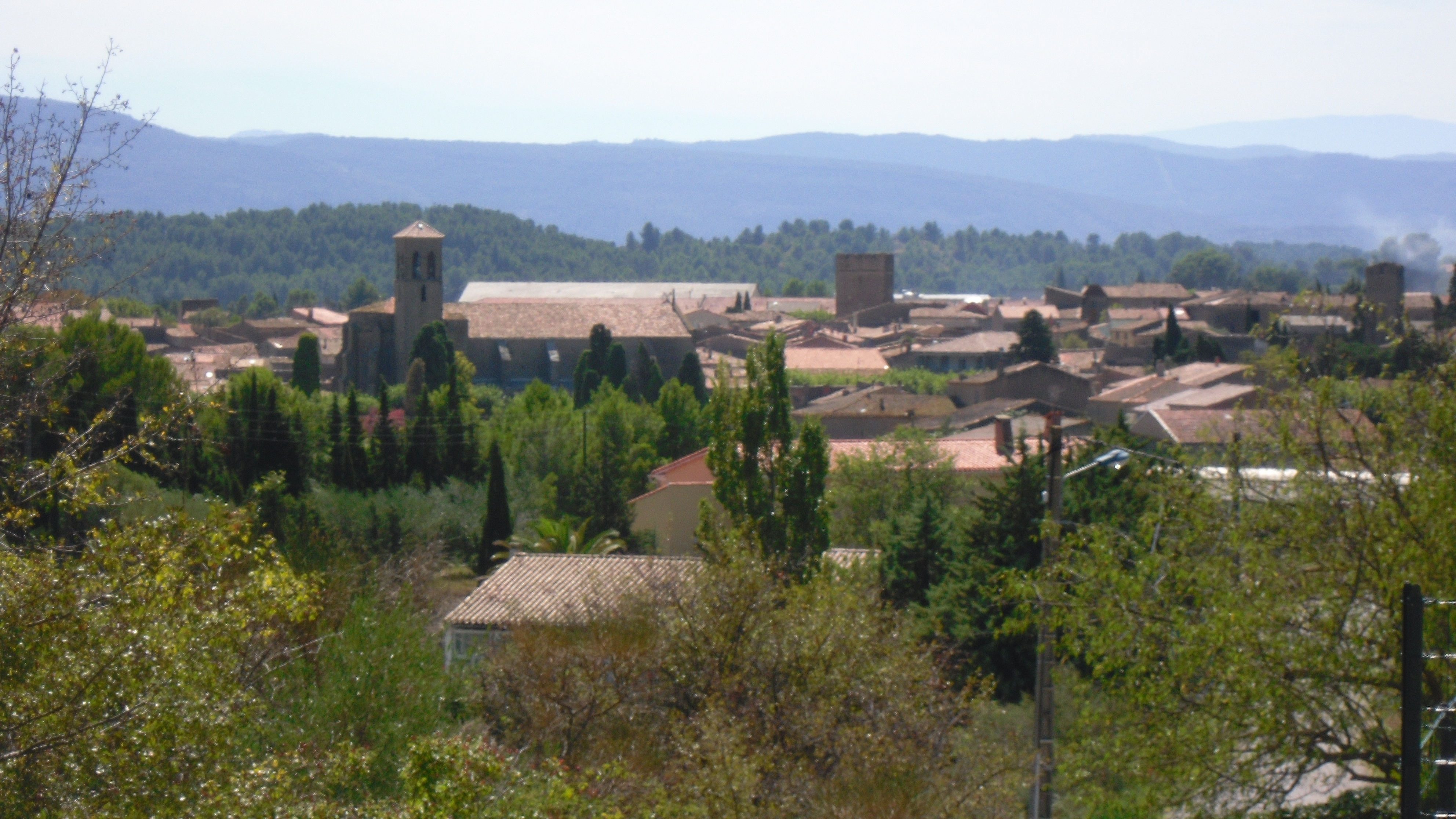
Лор-Минервуа
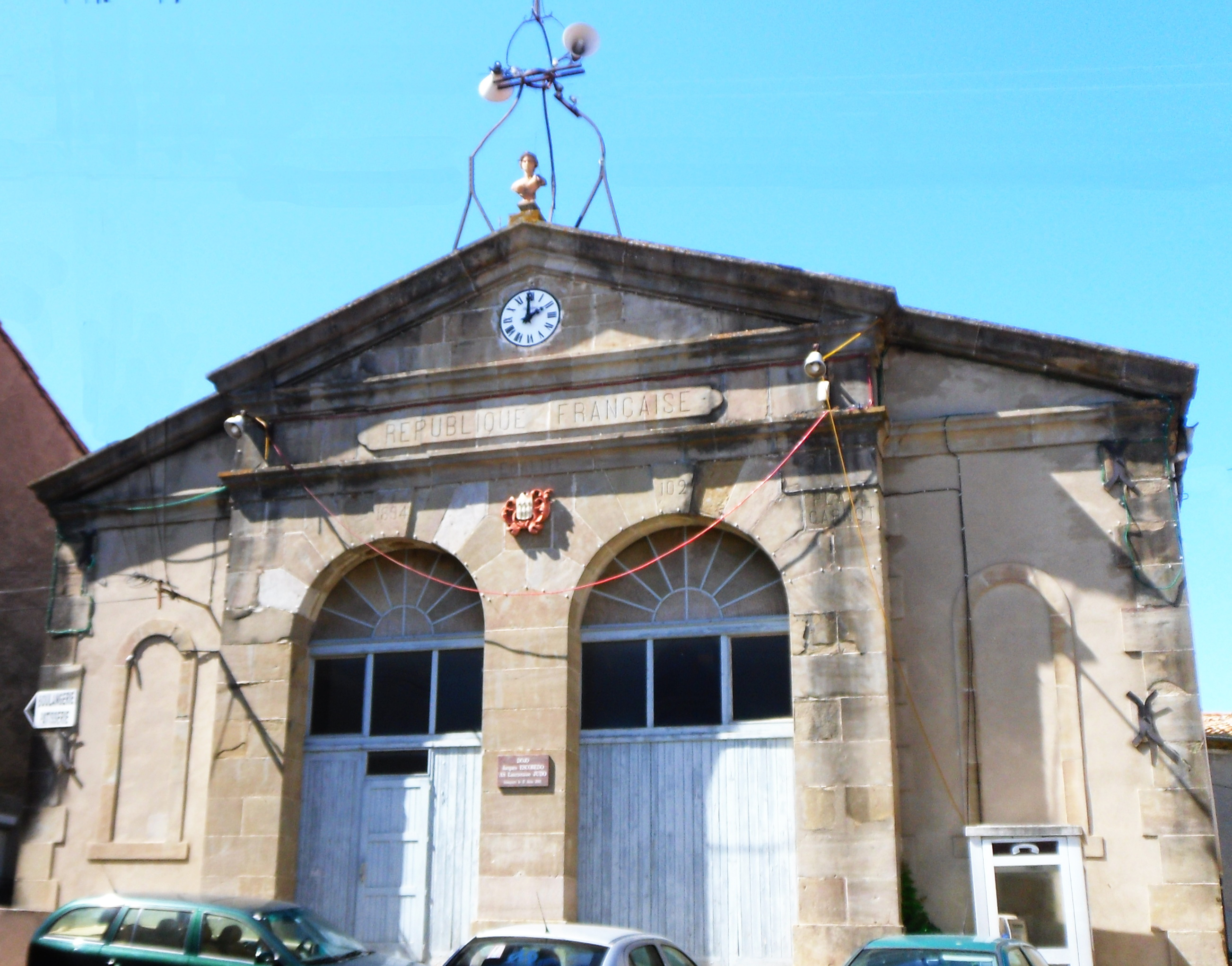
Мэрия
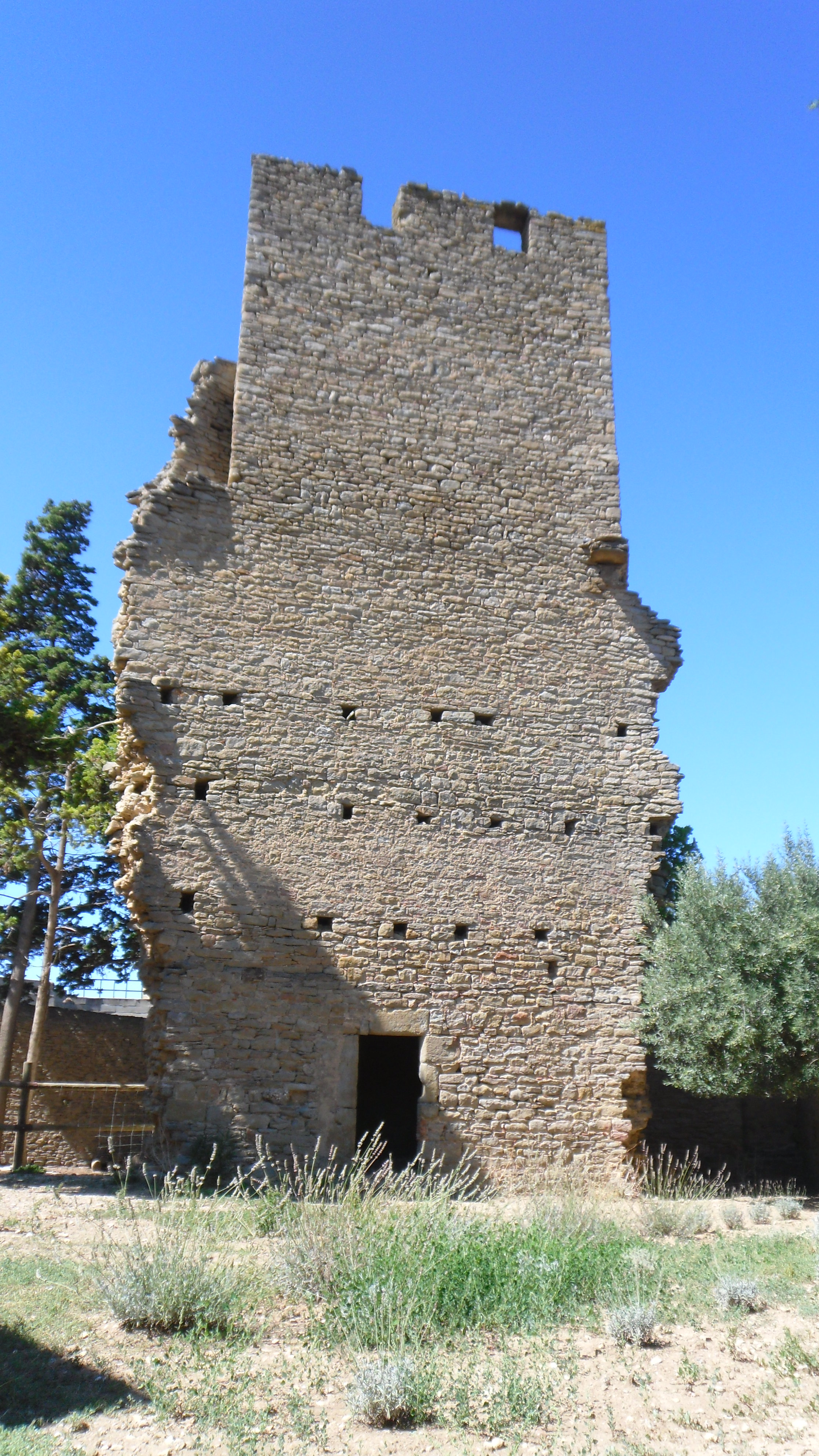
Башня Буасе
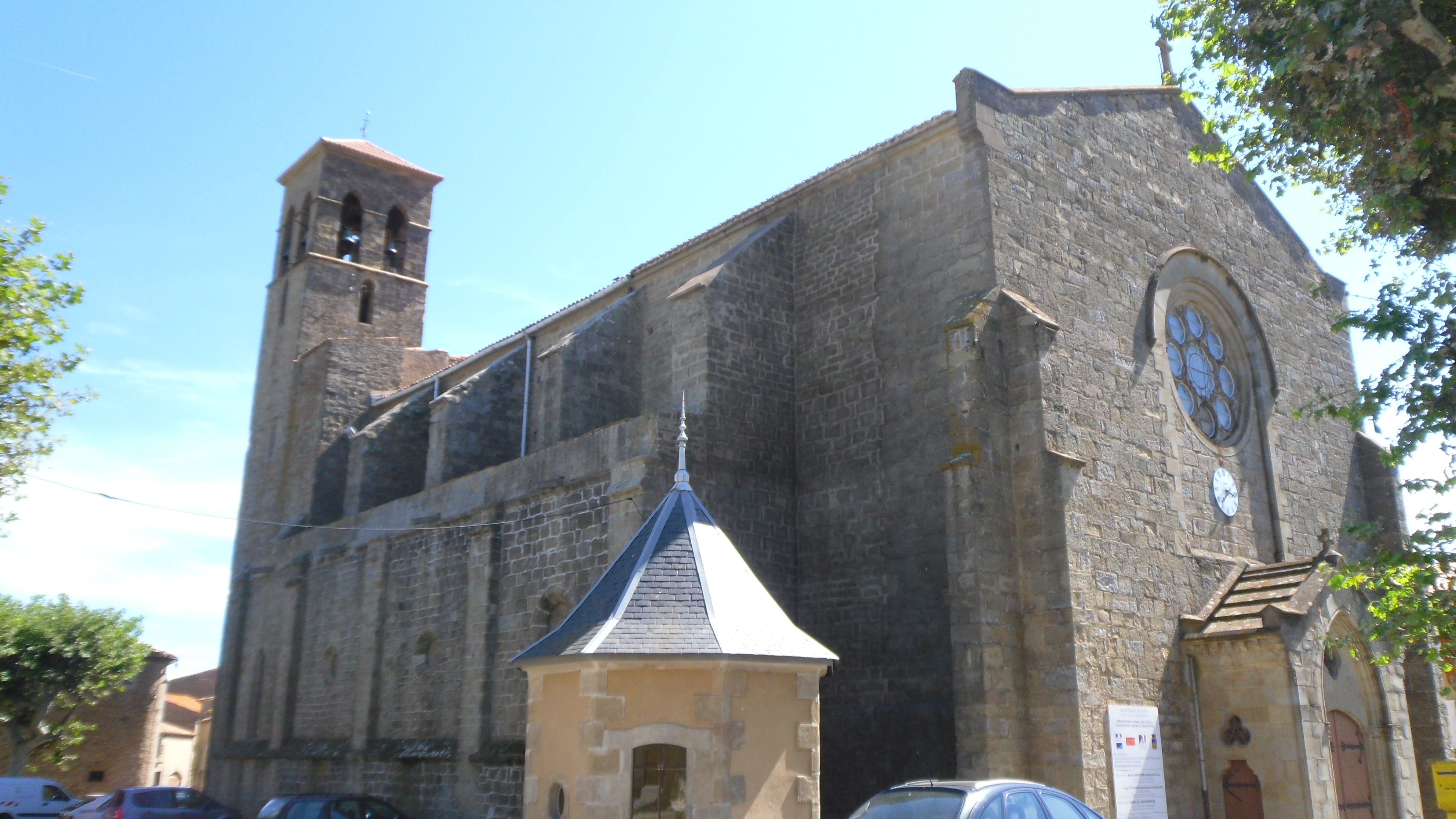
Церковь Св. Иоанна Крестителя